# Garde suisse pontificale
Pour les articles homonymes, voir Garde suisse et Suisse (homonymie).
La Garde suisse pontificale est une force militaire chargée de la sécurité protocolaire, d'assurer la garde des bâtiments du Vatican, et de la protection rapprochée du pape.
Elle est la dernière garde suisse encore existante parmi les détachements de mercenaires suisses qui servaient de garde rapprochée et protocolaire dans différentes cours européennes à partir du XVe siècle.
Créée le 22 janvier 1506 sur l'ordre du pape Jules II, elle est aujourd'hui l'une des plus petites armées du monde avec 135 militaires, tous citoyens suisses masculins catholiques, devant mesurer au minimum 174 centimètres, être célibataires au recrutement et âgés entre 19 et 30 ans.
Elle compte parmi ses saints patrons saint Nicolas de Flüe, saint Martin de Tours et saint Sébastien.

## Histoire
La Garde suisse a été appelée au Vatican par le pape Jules II le 21 juin 1505 quand le souverain pontife demanda à la Diète suisse, par la voix de Peter von Hertenstein, archidiacre de la cathédrale de Sion, de lui fournir un corps de deux cents soldats permanent pour sa protection. Les mercenaires suisses étaient un choix naturel car ils étaient les plus réputés d'Europe.
En septembre 1505, le premier contingent de gardes suisses se met en route pour Rome. Ils franchissent le col du Saint-Gothard à pied en plein hiver, et reçoivent leur solde du banquier Jacob Fugger. La date officielle de fondation de la Garde suisse pontificale est le 22 janvier 1506, date de l'entrée d'un premier contingent de hallebardiers organisés en compagnies commandées par l'Uranais Kaspar von Silenen sur la place du Peuple (Piazza del Popolo) dans la Ville éternelle.
En 1512, le pape leur accorde, au cours d'une cérémonie grandiose, le titre de « défenseurs de la liberté de l'Église », après qu'ils eurent sauvé le trône pontifical en se battant bravement contre les troupes du roi de France, Louis XII.
Son action la plus mémorable et la plus significative se déroule le 6 mai 1527, lorsque cent quarante-sept des « mercenaires de Dieu » périssent en combattant les lansquenets de Charles Quint pour défendre l'escalier menant au tombeau de saint Pierre, pendant que quarante-deux autres gardes suisses protègent la fuite du pape Clément VII au château Saint-Ange (ils seront les seuls survivants). Dès l'année qui suit cette tragédie, le 6 mai devient la date du « serment des recrues ».
D'autres corps armés pontificaux ont existé parallèlement dans le passé. Notamment la Garde corse qui est dissoute au XVIIe siècle à la suite de l'affaire de la garde corse. Ont également existé la garde noble et la garde palatine, toutes deux dissoutes en 1970 par le pape Paul VI.
C'est la plus vieille armée papale encore en exercice. Les troupes pontificales ne sont plus montées au feu des combats depuis leur défaite par les troupes italiennes, survenue en 1870 avec la prise de Rome, au terme de l'unification italienne.

## Mission
La Garde suisse est notamment responsable des entrées du palais apostolique, des bureaux de la secrétairerie d'État et des appartements privés du pape. Elle partage avec la gendarmerie de l'État de la Cité du Vatican la charge de la sécurité du pape.
Cette force est formée de cent trente-cinq soldats.

## Recrutement

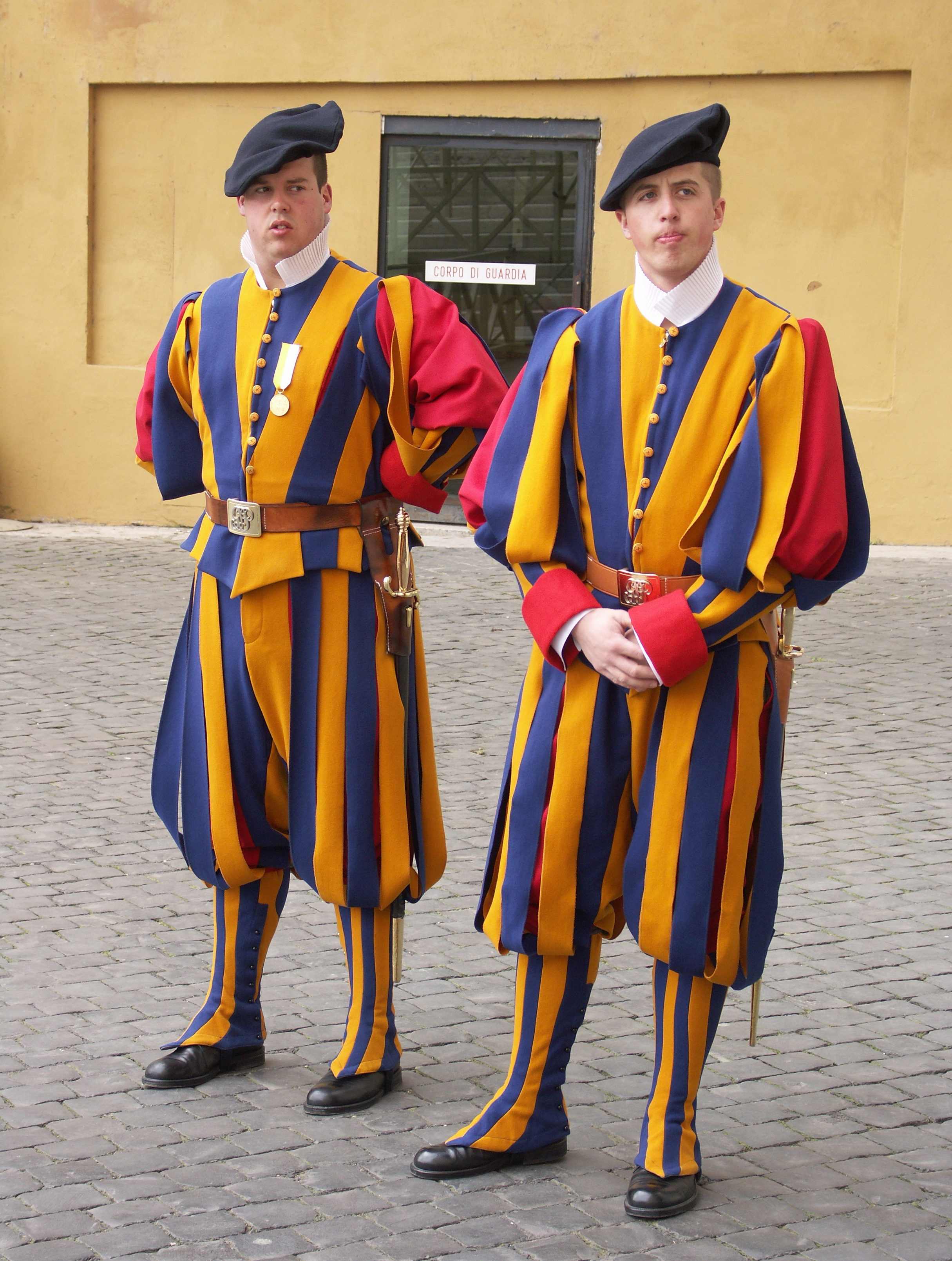
Gardes au Vatican.

Fondé sur le volontariat, le recrutement de la Garde suisse s'effectuait historiquement parmi les hommes de nationalité suisse et célibataires, originaires des cantons de Fribourg, Zurich et de Lucerne, auxquels se sont ajoutés par la suite les cantons d'Uri, d'Unterwald et du Valais.
De nos jours, il faut être citoyen suisse, de confession catholique romaine et jouissant « d'une réputation irréprochable » pour être enrôlable. Les futurs gardes suisses doivent être diplômés d'un CFC ou d'une école secondaire du deuxième degré (maturité ou baccalauréat suisse), avoir effectué l'école de recrues et être incorporés dans l'Armée suisse au service actif. Ils doivent également être âgés de 19 à 30 ans, célibataires et mesurer au moins 1,74 mètre.
Par ailleurs, on demandera au curé de leur paroisse de confirmer par écrit que les postulants sont de bons pratiquants et jouissent d'une réputation sans tache. Des entretiens préalables (pouvant durer plus de cinq heures) ont lieu en Suisse. Le fait de parler plusieurs langues est un atout, la langue allemande étant la langue officielle de la garde.
En 1929, à la suite des accords de Latran, le Conseil fédéral indique que « quiconque pourra y prêter service, comme c’est le cas actuellement, sans l’autorisation du Conseil Fédéral » car la Garde suisse n'est pas considérée par les autorités suisses comme un corps d'armée étranger, mais comme un corps de police.
Le service auprès de la Garde suisse pontificale n'a aucune incidence sur le décompte des jours de service au sein de l'armée de la Confédération suisse auxquels le militaire est astreint. Les gardes et anciens gardes bénéficient toutefois d'une loi suisse permettant à tout citoyen astreint au service militaire de supprimer leur obligation de servir après une période d'absence due à un départ permanent à l'étranger.

### Serment
Après avoir été retenue, la nouvelle recrue prête serment de fidélité le 6 mai (en souvenir de l'action du 6 mai 1527) de sa première année de service (le mandat étant d'au minimum deux ans) dans la cour Saint-Damase (Cortile San Damaso) du palais apostolique. Les nouveaux incorporés écoutent le chapelain de la garde lire dans leur langue le texte du serment inchangé depuis cinq siècles :

« Je jure de servir avec fidélité, loyauté et honneur le Souverain Pontife [nom du Pape] et ses légitimes successeurs, ainsi que de me consacrer à eux de toutes mes forces, offrant, si cela est nécessaire, ma vie pour leur défense. J’assume également ces engagements à l’égard du Sacré Collège des cardinaux pendant la vacance du Siège apostolique. Je promets en outre au commandant et aux autres supérieurs respect, fidélité et obéissance. Je jure d'observer tout ce que l'honneur exige de mon état. »

La nouvelle recrue s'avance alors solennellement, empoigne de la main gauche le drapeau de la garde et effectue un salut à trois doigts — le pouce, l'index et le majeur de la main droite dressés (symbole de la Trinité et rappel également du mythique Serment du Grütli de 1291) — en récitant dans sa langue maternelle (français, suisse-allemand, suisse-italien ou romanche) :

« Moi, hallebardier [nom de la recrue], je jure d'observer loyalement et de bonne foi tout ce qui vient de m'être lu. Aussi vrai que Dieu et nos Saints Patrons m’assistent. »

## Composition

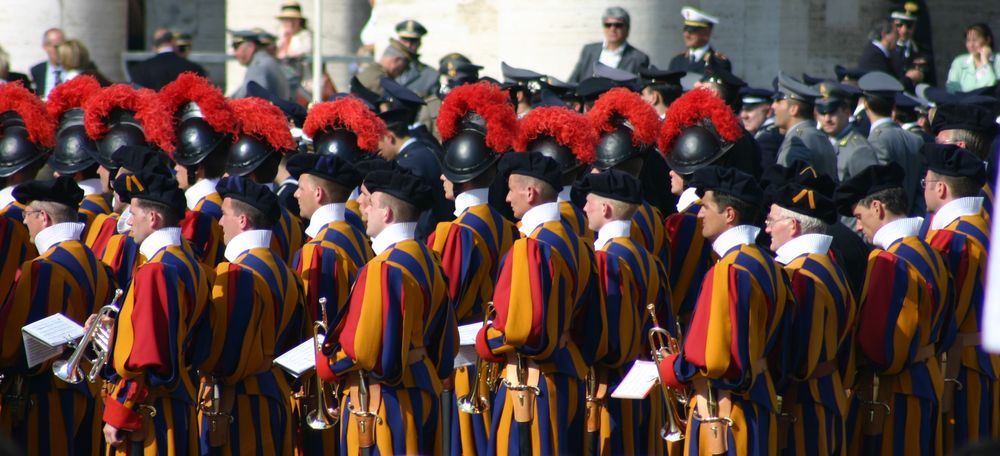
Fanfare des anciens gardes suisses, en mai 2006 à Rome, pour les célébrations du anniversaire de sa fondation.

Depuis sa fondation, la garde a connu des effectifs plus ou moins importants voire a été dissoute à l'occasion. En 1976, le Pape Paul VI fixe les effectifs de la garde à 90 hommes. Le pape Jean-Paul II les relève à 100 hommes le 5 avril 1979, et à 110 hommes le 17 septembre 1998. Une nouvelle augmentation des effectifs à 135 a été décidée après les attentats de Paris en 2015.
La Garde suisse est composée de cinq officiers (un colonel (commandant), un lieutenant-colonel (vice-commandant), un major et deux capitaines), 26 sous-officiers (un sergent-major, cinq sergents, 10 caporaux et 10 vice-caporaux), 78 hallebardiers et un chapelain (avec rang de lieutenant-colonel). La fonction d'aumônier de la garde est exercée depuis le 1er octobre 2021 par Kolumban Reichlin, prêtre bénédictin de l'abbaye d'Einsiedeln. Depuis le 7 février 2015, le commandant de la garde est le colonel Christoph Graf. En novembre 2005, son anté-prédécesseur, le colonel Elmar Theodor Mäder, a exclu[réf. nécessaire] que des femmes fassent partie de la garde pour des raisons d'exiguïté de la caserne et de discipline (« Les gardes sont jeunes et je ne veux pas qu'il y ait des problèmes. Je ne dis pas que les femmes ne sont pas aptes à servir dans les forces de sécurité, c'est plutôt une question de discipline. […] Les gardes sont jeunes et ils ne sont au service que de Dieu et du pape »).
La langue officielle de la Garde suisse est l'allemand.

## Uniforme

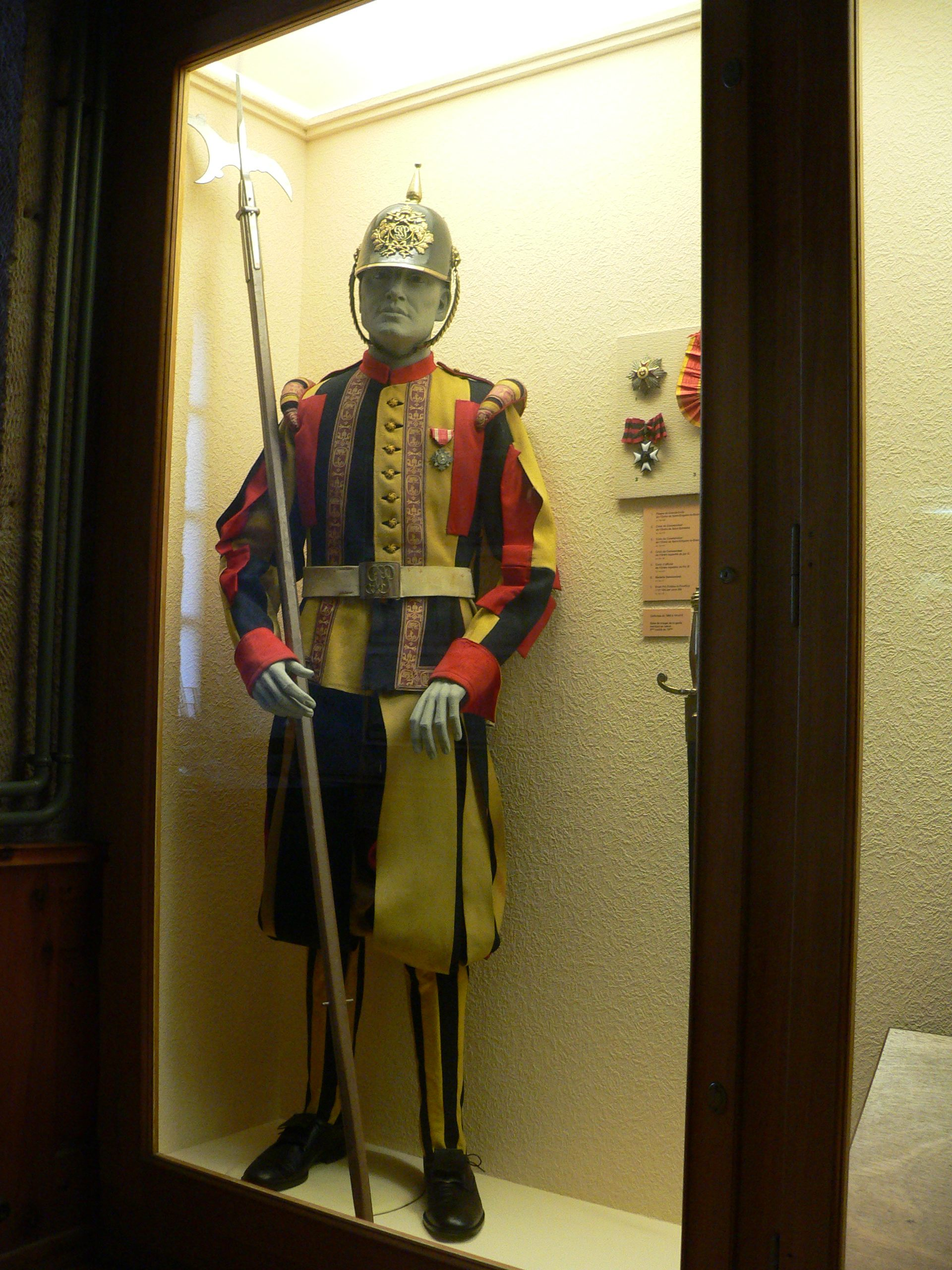
Garde suisse du Vatican

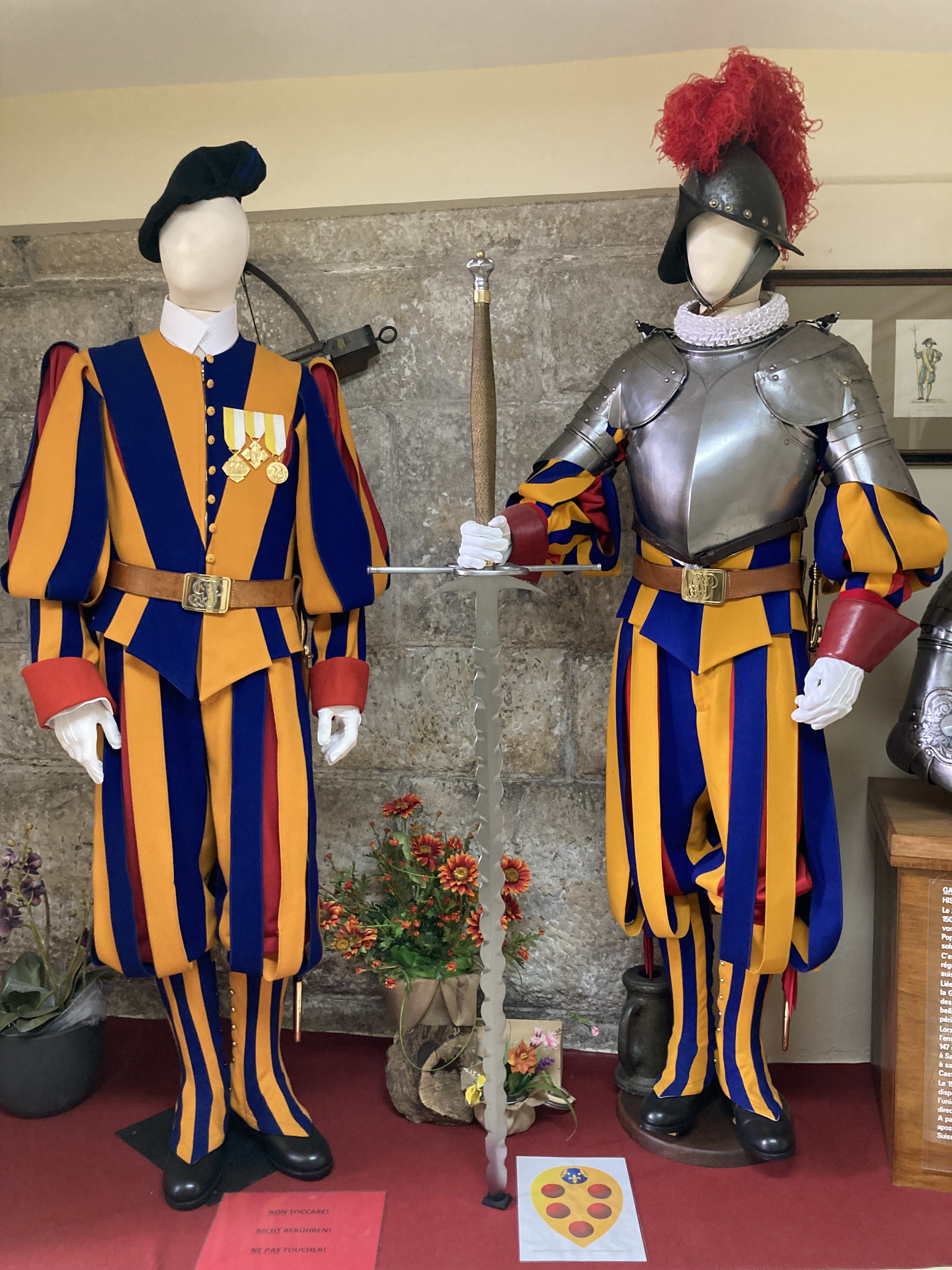
Uniforme porté actuellement par les gardes suisses

Chaque garde dispose de deux uniformes : l'uniforme de gala et l'uniforme bleu. L'uniforme de gala est porté de jour à tous les postes sauf à la porte Sant'Anna. L'uniforme bleu est porté à la porte Sant'Anna, la nuit et pour les exercices. Pour les bénédictions urbi et orbi des solennités de Noël, de Pâques et pour la cérémonie d'assermentation du 6 mai, les gardes s'habillent en « Grangala » avec armure argentée dotée de spalières et morion également argentés.
L'uniforme de gala (en) a varié au cours des siècles. Actuellement, il s'agit d'un pourpoint façonné en pointe, orné jusqu'aux guêtres d'un motif rayé à larges bandes rouges, jaunes et bleues (le bleu et le jaune sont les couleurs de la famille Della Rovere à laquelle appartenait Jules II, le rouge a été ajouté par son successeur Léon X, un Médicis). Il n'a pas été dessiné par Michel-Ange pendant la Renaissance comme le veut la légende, mais est l'œuvre de Jules Repond (1853 - 1933), commandant de la Garde de 1910 à 1921, qui s'inspira en 1914 des fresques de Raphaël. Le motif alterne un bleu nuit avec un jaune canard, d'où émerge le rouge sang du sous-vêtement (ce dernier est noir pour les tambours). Les pantalons sont bouffants, l'uniforme est surmonté d'un haut col blanc ou, pour les versions les plus solennelles, d'une collerette blanche à soufflets. Les uniformes sont créés sur mesure et bénis par le pape pour chaque garde. Quand l'un d'eux finit son service, son uniforme doit être détruit au hachoir afin d'éviter toute utilisation frauduleuse ou abusive. Seuls les hallebardiers, les vice-caporaux et les caporaux portent cet uniforme très voyant, les sous-officiers supérieurs (sergents et sergent-major) portent un pantalon cramoisi et un pourpoint noir, tandis que l'uniforme des officiers est entièrement cramoisi.
L'uniforme se porte avec un béret de type « alpin » ou avec un casque léger à deux pointes aux bords relevés : le morion, orné d'un panache en plumes d'autruche, de faisan ou de héron et frappé du chêne, emblème de la famille Della Rovere. Le morion des hallebardiers et des sous-officiers est surmonté d'une plume rouge, tandis que celle ornant les casques du sergent-major et du colonel sont blanches, les autres officiers en portent une de couleur violet foncé et celle des tambours est bicolore jaune et noire. Deux modèles de morions sont utilisés : un noir, porté avec l'uniforme de gala courant, et un argenté. Celui-ci est porté aux mêmes occasions que la collerette à soufflets, avec ou sans armure. 
Début 2019, la Garde suisse pontificale a perçu de nouveaux morions noirs, plus légers (570 grammes au lieu de 2 kg), car réalisés en plastique par impression 3D,.

L'uniforme complet, qui n'est requis que pour les grandes occasions (comme la prestation de serment), constitue un puzzle de 154 pièces.

## Drapeau

Drapeau (2014) de la Garde pontificale avec les armes du pape François et du commandant Anrig.

Le drapeau de la Garde suisse, carré, est composé d'une croix blanche, pour rappel à la croix du drapeau suisse[réf. nécessaire], le premier quartier portant les armes du pape en place sur fond rouge, le deuxième et troisième quartiers ayant 5 bandes horizontales de couleur bleue, jaune et rouge, le bleu et le jaune étant les couleurs de la famille Della Rovere, le rouge celle des Médicis, le quatrième quartier portant les armes du pape Jules II sur fond rouge, et finalement avec les armes du commandant de la garde dans un cercle aux couleurs du canton d'origine du commandant, cercle placé au centre du drapeau. Ainsi à chaque changement de pape ou de commandant, un nouveau drapeau est créé. Par tradition, celui-ci est offert par le Commandant en fonction au nouvellement nommé.

## Armement

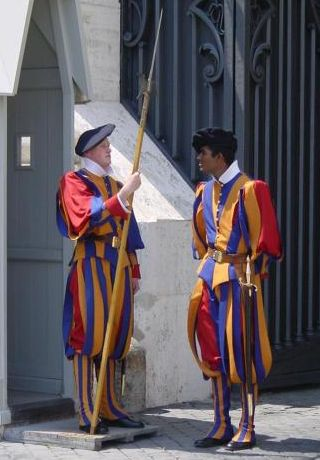
Gardes suisses du Vatican.

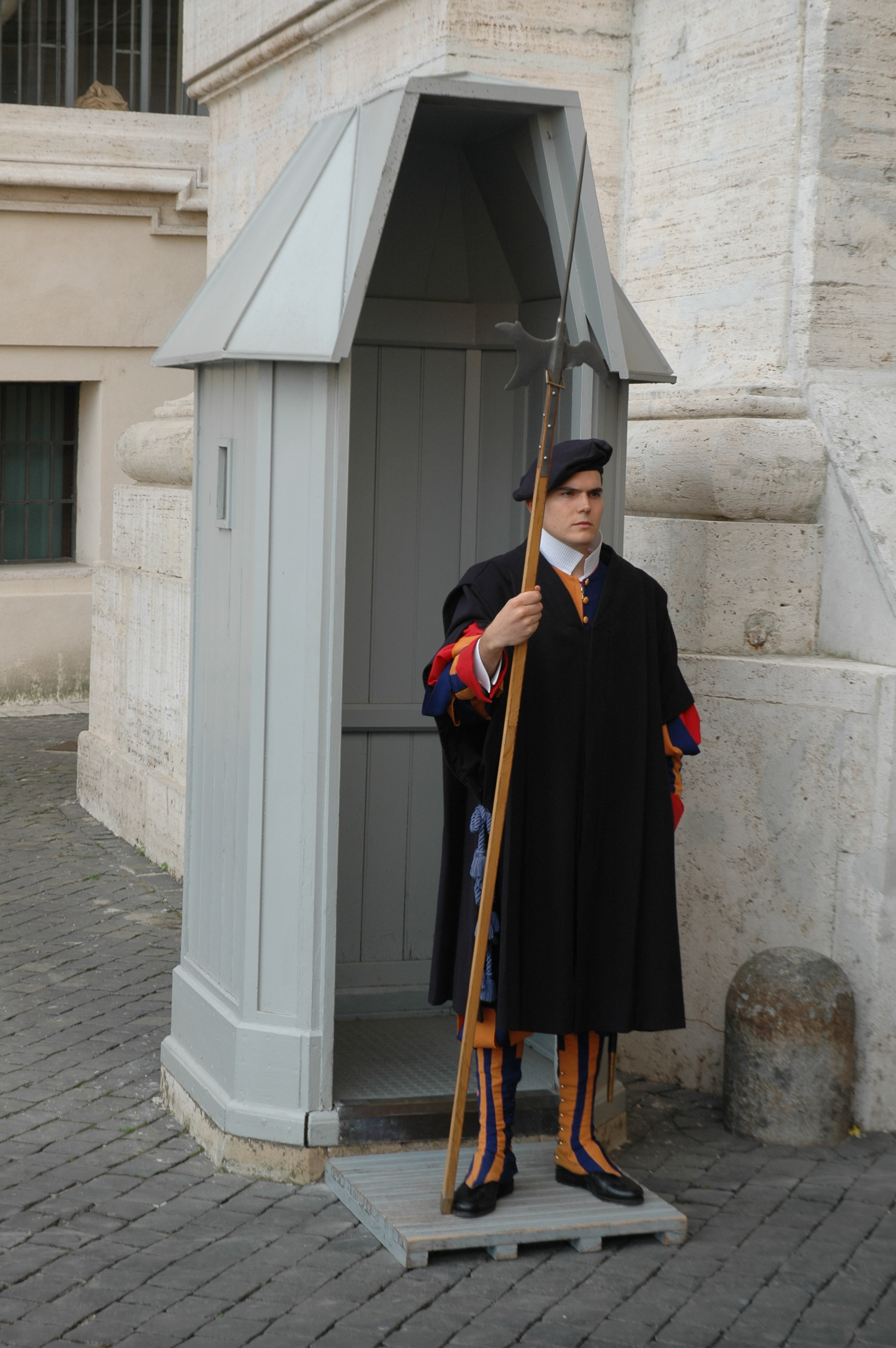
Garde suisse avec le manteau hivernal

La Garde suisse pontificale, bien qu'ayant toujours été une unité d'infanterie, a possédé quelques pièces d'artillerie à sa création. 

### Armes d'apparat
Aujourd'hui, les armes d'apparat sont les mêmes que celles détenues par les soldats suisses du XVIe siècle : hallebarde de 2,30 mètres, pertuisane et épée ainsi que quelques espadons (épée de grande taille, portée à deux mains, avec lame ondulée). Si, autrefois, six espadons escortaient le pape lorsqu'il était porté sur la sedia gestatoria, aujourd'hui, ils ne sont plus utilisés que par les deux caporaux de la garde au drapeau.

### Armes de service
Outre le maniement historique de la hallebarde réglementaire qui revêt une fonction d’apparat, les gardes suisses sont équipés et entraînés dans le cadre de leurs missions de sécurité à l'utilisation du pistolet Glock 19, des fusils d'assaut SIG-550 (aussi appelé Fass 90, l'arme principale de service en dotation dans l'armée suisse) et SIG-552, du pistolet mitrailleur HK MP7, de vaporisateurs au poivre, ainsi qu’aux sports de combat.

## Vie quotidienne
Les gardes signent un contrat de deux ans minimum pour une solde mensuelle nette de 1 200 euros.
Les gardes sont tous célibataires (sauf les officiers, les sous-officiers, ainsi que les caporaux qui ont le droit de se marier). Ils ont interdiction formelle de dormir hors du Vatican, où ils sont logés en dortoir dans la caserne de la Garde. Les gardes sont seuls, ou à deux ou trois par chambre, avec extinction des feux à minuit ou plus tard selon l'avancement.
La vie quotidienne des gardes est ponctuée de célébrations liturgiques. Ils disposent d'une chapelle où officie le chapelain de l'armée pontificale.

### Fait divers du 4 mai 1998
Le 4 mai 1998 vers 21 heures, on retrouve dans son appartement privé le corps sans vie du colonel Alois Estermann (44 ans), promu la veille commandant de la garde, ainsi que celui de son épouse Gladys Meza Romero (48 ans) et de Cédric Tornay (23 ans), vice-caporal, tous trois tués d'une balle de pistolet, un Sig 75, appartenant au sous-officier. L'enquête a officiellement conclu à « un coup de folie » du jeune garde. Cédric Tornay, furieux de s'être vu refuser une décoration, le Benemerenti, aurait abattu son supérieur et son épouse avant de se suicider. Comme toujours au Vatican qui cultive le secret nourrissant les rumeurs, cette version officielle est contestée et d'autres versions plus ou moins extravagantes (dont des théories complotistes) voient le jour,,.
Beaucoup craignirent que la Garde suisse ne survive pas à ce scandale. Mais dès les cérémonies du 6 mai, le pape Jean-Paul II, par l'intermédiaire de son secrétaire d'État, le cardinal Angelo Sodano, écarte l'hypothèse d'une dissolution et confie à Pius Segmüller la mission de rénover la garde.

## Commandants depuis 1506
Depuis 1506, trente-cinq commandants se sont succédé à la tête de la Garde suisse. La famille Pfyffer von Altishofen a fourni à elle seule onze commandants. Le 19 août 2008, le pape Benoît XVI a nommé Daniel Anrig comme 34e commandant de la garde. Le 7 février 2015, le pape François nomme Christoph Graf comme nouveau commandant de la garde après avoir décidé de ne pas renouveler le mandat de Daniel Anrig le 31 janvier de la même année.
Les commandants de la Garde suisse se sont recrutés jusqu’ici parmi les natifs de huit cantons : 
- Lucerne (LU), 24 représentants ;
- Saint-Gall (SG), 3 représentants ;
- Zurich (ZH), 2 représentants ;
- Fribourg (FR), 2 représentants ;
- Soleure (SO), 1 représentant ;
- Valais (VS), 1 représentant ;
- Uri (UR), 1 représentant ;
- Grisons (GR), 1 représentant.

## Protection du pape

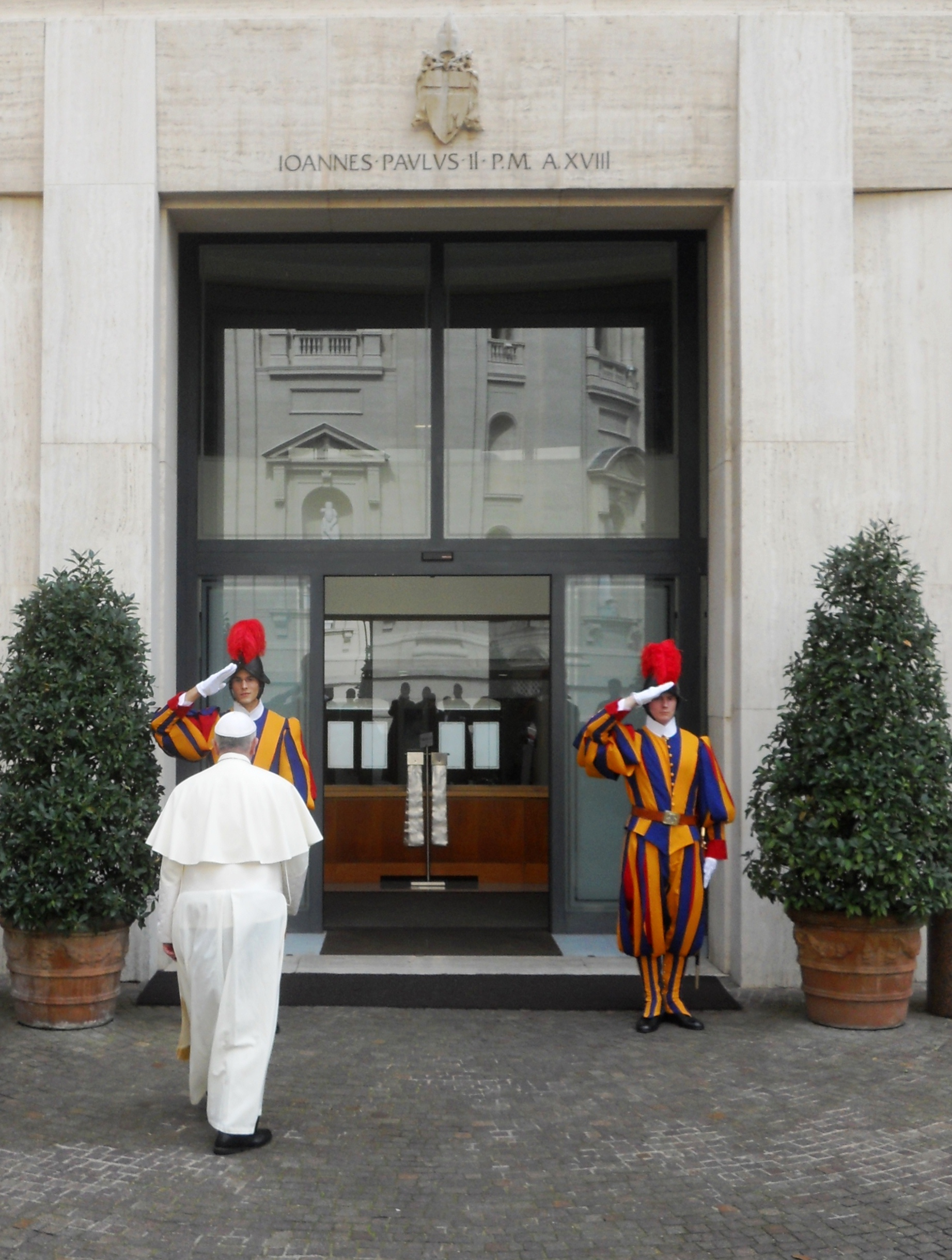
Le pape François entrant dans la maison Sainte-Marthe, en 2013.

Les autres corps armés pontificaux, Garde noble et Garde palatine, ont été dissous par Paul VI le 14 septembre 1970. À cette même date, la gendarmerie pontificale est remplacée par le bureau central de surveillance, qui deviendra le 25 mars 1991 le corps de surveillance de l'État de la Cité du Vatican puis le corps de gendarmerie de l'État de la Cité du Vatican à compter du 2 janvier 2002.
De nos jours, la sécurité intérieure de la Cité du Vatican est assurée par la gendarmerie de l'État de la Cité du Vatican et la Garde suisse pontificale.
Conformément aux accords du Latran de 1929, la sécurité de la place Saint-Pierre est pour sa part assurée par l'État italien, qui dispose d'un inspectorat de sécurité publique près du Vatican. Carabinieri, Guardia di Finanza et police italienne y protègent pèlerins et touristes. C'est pourquoi Ali Ağca, auteur de la tentative d'assassinat de Jean-Paul II du 13 mai 1981, fut jugé par la justice italienne.

## Mémoire
Le musée de la Garde suisse de Naters en Suisse occupe l'ancien fort d'artillerie de Naters (de).

## Sources
- VSD, semaine du 25 janvier 2006.
- « Les Suisses du pape », Le Monde, mardi 24 janvier 2006.